# 龍松院 (横浜市)

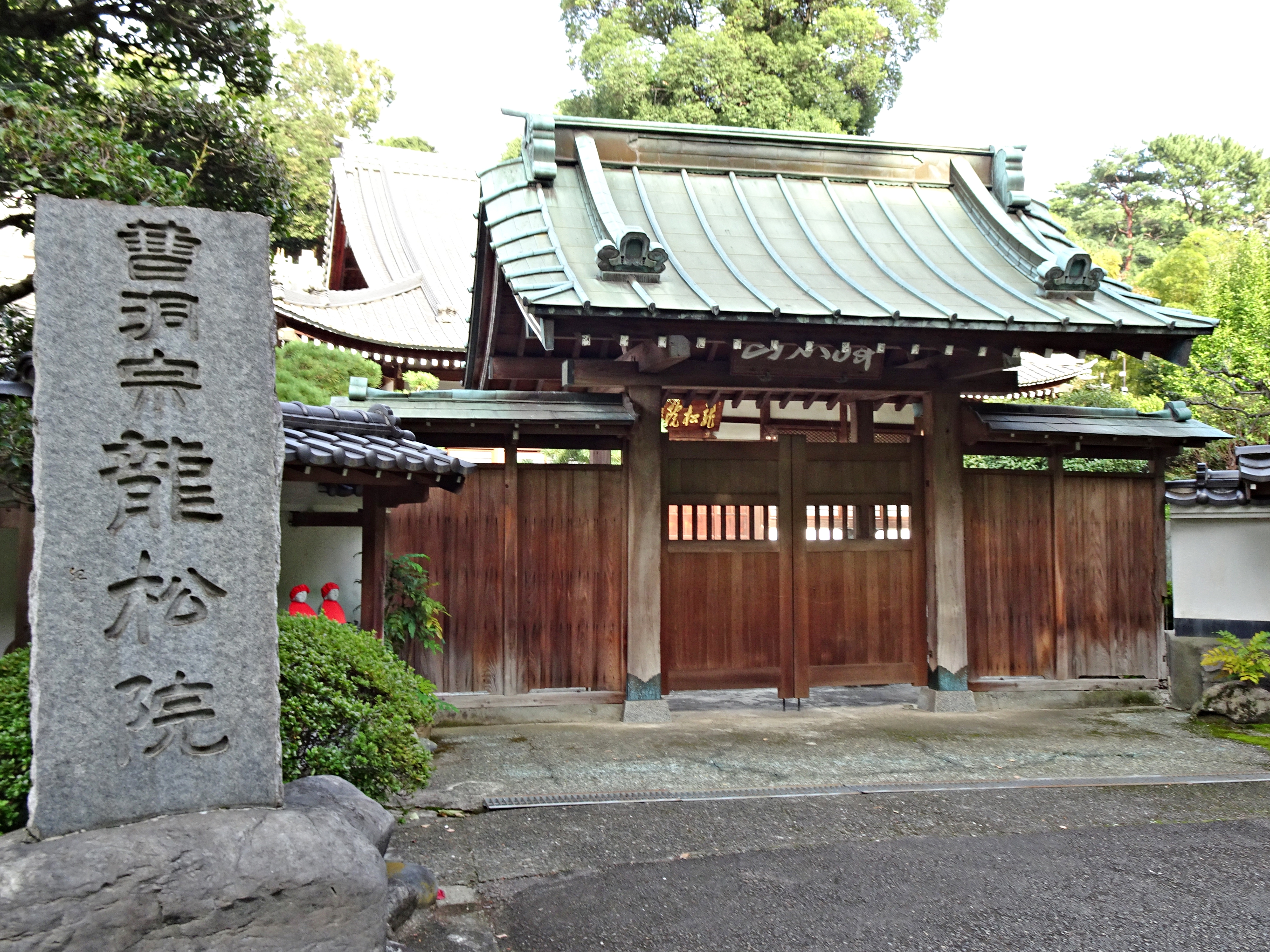
龍松院山門

龍松院（りゅうしょういん）は、神奈川県横浜市港北区にある曹洞宗の寺院。

## 歴史
天文年間（1532年 - 1555年）、小机城の城代だった笠原康勝の開基である。康勝の陣仏不動明王像と主家の後北条氏から拝領された文殊菩薩像を安置する小堂を創建したのが当寺の起源である。近隣住民からは、それぞれ「怪我除け不動」「出世文殊」と呼ばれ、崇敬を集めた。。
墓地には、康勝の子らの墓がある。

## 交通アクセス
- 大倉山駅より徒歩12分。